# Laportea oligoloba
Laportea oligoloba là loài thực vật có hoa trong họ Tầm ma. Loài này được (Baker) Friis mô tả khoa học đầu tiên năm 1982.